# SMS Lussin
O SMS Lussin foi um cruzador torpedeiro operado pela Marinha Austro-Húngara. Seu batimento de quilha ocorreu em setembro de 1882 na Stabilimento Tecnico Triestino em Trieste e foi lançado ao mar em dezembro do ano seguinte, sendo comissionado na frota austro-húngara em fevereiro de 1885. Era armado com uma bateria principal composta por dois canhões de 150 milímetros e um tubo de torpedo de 350 milímetros, tinha um deslocamento de mais de mil toneladas e conseguia alcançar uma velocidade máxima de doze nós (22 quilômetros por hora).
O Lussin passou a maior parte de sua carreira como navio de treinamento por sua velocidade máxima ter ficado abaixo do projetado, sendo ativado apenas para manobras de treinamento. Sua única grande operação foi ajudar no bloqueio da Grécia em 1886 para impedi-la de declarar guerra contra o Império Otomano. Foi reconstruído como iate na década de 1910 e passou a Primeira Guerra Mundial como alojamento para tripulações de u-boots. Foi tomado pela Itália como prêmio de guerra e renomeado para Sorrento. servindo com o país até ser desmontado em 1928.

## Desenvolvimento
O vice-almirante barão Friedrich von Pöck, o comandante da Marinha Austro-Húngara, encomendou quatro cruzadores torpedeiros no final da década de 1870. Pöck não conseguiu garantir orçamentos suficientes para a construção de navios ironclad, assim recorreu a embarcações mais baratas para modernizar a frota da Áustria-Hungria. Os navios tinham a intenção de desempenhar vários papéis, incluindo reconhecimento para a frota de ironclads e liderar flotilhas de barcos torpedeiros. Os primeiros três navios foram a Classe Zara, construídos a partir do mesmo projeto básico.
Os engenheiros Josef von Romako e A. Waldvogel começaram os trabalhos de projeto de um quarto cruzador enquanto o SMS Zara estava em seus testes marítimos. Romako delineou seu plano durante uma reunião com a equipe de projeto em 10 de junho de 1881. O novo navio deveria ter um casco maior para linhas mais refinadas, particularmente na popa, a fim de permitir velocidades mais elevadas. Os cruzadores da predecessora Classe Zara foram incapazes de alcançar sua velocidade projetada, com Romako esperando consertar esse problema no sucessor. Segundo Waldvogel, o casco mais longo com um sistema de propulsão capaz de 3,6 mil cavalos-vapor (2 650 quilowatts) de potência deveria produzir uma velocidade máxima de dezessete nós (31 quilômetros por hora). A Seção Naval, após longas negociações, entregou a construção da embarcação para a Stabilimento Tecnico Triestino em 22 de setembro de 1881.
O Lussin e os navios da Classe Zara não conseguiram cumprir os requerimentos da Seção Naval, assim o vice-almirante barão Maximilian Daublebsky von Sterneck, que substituiu Pöck em novembro de 1883, decidiu que mais cruzadores torpedeiros seriam encomendados de estaleiros mais experientes no estrangeiro. As primeiras embarcações sob essa direção foi Classe Panther, encomendada em 1884 dos estaleiros britânicos da Armstrong Whitworth.

## Características
O Lussin tinha 79,75 metros de comprimento de fora a fora e 69,9 metros de comprimento entre perpendiculares. Tinha uma boca de 8,42 metros e calado de 4,06 metros normalmente e 4,3 metros quando carregado. Seu deslocamento normal era de 1 011,17 toneladas, enquanto seu deslocamento carregado chegava a 1 122,5 toneladas.
O sistema de propulsão consistia em dois motores a vapor compostos verticais de dois cilindros, com o vapor provindo de cinco caldeiras cilíndricas que queimavam carvão. A exaustão das caldeiras era unida e despejada por meio de uma única chaminé localizada a meia-nau. Esse sistema era capaz de produzir 1 767 cavalos-vapor (1,3 mil quilowatts) de potência para uma velocidade média de 12,14 nós (22,48 quilômetros por hora). O Lussin podia navegar por 850 milhas náuticas (1 570 quilômetros) a uma velocidade de onze nós (vinte quilômetros por hora). O navio conseguiu chegar a 12,95 nós (23,98 quilômetros por hora) a partir de 1765 cavalos-vapor durante seus testes marítimos, menos da metade da potência que Waldvogel tinha afirmado que seria necessária para alcançar a velocidade projetada. Velocidade sob velas era de doze nós (22 quilômetros por hora). A sala de máquinas era mau ventilada e depois de apenas duas horas de operações elas podiam ficar tão superaquecidas que a tripulação precisava resfriar os motores com água.
O Lussin era armado com dois canhões calibre 21 de 150 milímetros em montagens únicas, mais um canhão calibre 18 de 66 milímetros. Cinco canhões de 47 milímetros foram instalados em 1887. Também tinha um tubo de torpedo de 350 milímetros submerso na proa. Sua única proteção era um convés blindado de dezenove milímetros.

## História

### Primeiros anos
O batimento de quilha do Lussin ocorreu em setembro de 1882 na Stabilimento Tecnico Triestino em seu estaleiro de San Rocco, em Trieste. Ele estava programado para ser lançado ao mar em 13 de setembro de 1883, porém atrasos na finalização de seu casco adiaram o lançamento até 22 de dezembro. A finalização do navio foi atrasada ainda mais por uma greve dos trabalhadores da Stabilimento Tecnico Triestino; esta foi a primeira vez que uma greve atrasou a construção de uma embarcação da Marinha Austro-Húngara. Seus motores e caldeiras foram instalados e o Lussin foi rebocado para Pola em 12 de julho de 1884 pelo barco a vapor com rodas de pás SS Triton. Começou seus testes marítimos no início de outubro, terminando seus testes de velocidade em 22 de fevereiro de 1885. Foi comissionado na frota no dia seguinte, fazendo um cruzeiro pelo sul do Mar Adriático de 27 de março até 30 de abril, em seguida operando com a principal esquadra de ironclads até que esta fosse desfeita em 17 de julho.
O Lussin participou em meados de 1886 de uma demonstração naval internacional que tinha a intenção de impedir uma guerra entre a Grécia e o Império Otomano. O cruzador juntou-se ao ironclad SMS Kaiser Max, seis barcos torpedeiros e várias outras embarcações de madeira. A Grécia se recusou a se desmobilizar, assim a frota internacional bloqueou vários portos gregos; a esquadra austro-húngara bloqueou Vólos em maio, com o governo grego cedendo no mês seguinte. O período de serviço do Lussin em águas gregas durou de 7 de maio a 19 de junho. Ele voltou para Pola em 23 de junho e foi descomissionado no dia seguinte. Foi reativado para serviço com a esquadra de treinamento entre 8 de maio e 6 de junho de 1887, mas passou o ano seguinte na reserva. A embarcação era muito lenta para realizar tarefas de reconhecimento ou de líder de flotilha, assim foi removido do serviço em 1890. O Lussin foi reclassificado como navio de treinamento para equipes de engenharia em 1889 e no ano seguinte para equipes de caldeiras.
O navio continuou a participar das manobras anuais da frota, incluindo servir na esquadra de treinamento de verão entre 10 de maio a 29 de junho de 1890. Também participou dos mesmos exercícios no ano seguinte. Ele realizou uma nova rodada de testes marítimos em 1892; em 22 de agosto alcançou a velocidade de 12,14 nós (22,48 quilômetros por hora) a partir de 981 cavalos-vapor (722 quilowatts) de potência. O Lussin rebocou os brigues SMS Camäleon e SMS Arthemisia de Pola a Sebenico em 2 de setembro, enquanto entre os dias 19 e 20 do mesmo mês ele rebocou o brigue brigue SMS Bravo pelo mesmo trajeto. O cruzador continuou seu serviço como navio de treinamento em 1893 e também foi designado para a Divisão de Barcos Torpedeiros. Ele colidiu com o barco torpedeiro SMS Tb 22 no Canal de Hvar em 7 de novembro. De 1º de maio a 15 de agosto de 1894 a embarcação continuou com a esquadra de treinamento, enquanto pelo resto do ano e ano seguinte ela se ocupou de exercícios de treinamentos de rotina. O Lussin encalhou em 15 de fevereiro de 1895 na extremidade norte da ilha de Calamotta, precisando ser libertado por reboque pelo cruzador torpedeiro SMS Sebenico no dia 24.

### Resto de carreira
A embarcação recebeu novas caldeiras em 1896. Voltou no ano seguinte para suas funções como navio de treinamento para equipes de engenharia e caldeiras, permanecendo como tal também durante a maior parte de 1898. Em 1º de outubro tornou-se uma nave-mãe para barcos torpedeiros, papel que desempenhou até 30 de março de 1899. O Lussin passou 1900 na reserva, sendo reativado em 23 de fevereiro de 1901 para deveres de treinamento, que duraram até 10 de maio. Outro período na reserva durou até 1º de janeiro de 1903, quando foi reativado para ficar estacionado em Teodo. Serviu nesta função até 27 de novembro de 1909, sendo descomissionado três dias depois. A Seção Naval instruiu o Comitê Técnico Naval em 30 de dezembro a examinar como o Lussin deveria ser modificado para que fosse reconstruído a fim de substituir o antigo SMY Fantasie como iate do almirantado. O comitê determinou que a embarcação deveria receber novos motores a diesel, com os trabalhos de desmonte de seu antigo sistema de propulsão começando em 5 de abril de 1910. Seus antigos motores compostos a carvão foram substituídos por dois motores a diesel MAN que produziam 1,8 mil cavalos-vapor (1,3 mil quilowatts) de potência, permitindo uma velocidade de catorze nós (26 quilômetros por hora). As obras de reconstrução terminaram 1913 e ele foi recomissionado em seu novo papel.
O Lussin foi convertido em 1916, durante a Primeira Guerra Mundial, em um alojamento flutuante para as tripulações alemãs de u-boots baseadas em Pola. A Áustria-Hungria foi derrotada no final de 1918 e o navio foi entregue em 1920 à Itália como prêmio de guerra, sendo renomeado para Sorrento. Foi rearmado com quatro canhões antiaéreos calibre 40 de 76 milímetros. Em sua nova configuração seu deslocamento normal ficou em 989 toneladas e o deslocamento carregado em 1 052 toneladas, conseguindo alcançar 14,7 nós (27,2 quilômetros por hora) a partir de 3,3 mil cavalos-vapor (2 430 quilowatts). A embarcação foi comissionada na Marinha Real Italiana em 11 de setembro de 1924 com uma tripulação de três oficiais e 42 marinheiros, atuando como navio depósito para as lanchas torpedeiras MAS. O Sorrento foi tirado de serviço em 1928 e desmontado.